# Sonic Adventure
Sonic Adventure (jap.:ソニックアドベンチャー, Hepburn: Sonikku Adobenchā), bei Neuveröffentlichungen zwischenzeitlich auch Sonic Adventure DX: Director’s Cut, ist ein 3D-Jump-’n’-Run-Computerspiel, das von Sonic Team entwickelt und von Sega erstmals in Japan am 23. Dezember 1998 für die Dreamcast veröffentlicht wurde.
Es ist das erste Hauptspiel der Sonic-Spielereihe, welches komplett in 3D umgesetzt wurde und verfügt über sechs steuerbare Hauptcharaktere, alle mit verschiedenem Gameplay und Eigenschaften, deren Handlung sich fortlaufend kreuzt. Das Spiel beeindruckte Fans sowie Fachpresse, setzte Maßstäbe für die Serie, ist ein Vorbild für nachfolgende 3D-Sonicspiele, etablierte Synchronsprecher für die Charaktere, führte den Chao Garden ein und stellt das erfolgreichste Spiel für die Dreamcast dar.
Ab diesem Spiel einigte man sich international auf den Namen Dr. Eggman, wobei der Charakter außerhalb Japans bis dahin als Dr. Robotnik bezeichnet wurde. Ein Dialog relativ zu Beginn des Spiels erklärt, dass sein richtiger Name zwar Dr. Ivo Robotnik lautet, jedoch wird dieser von Sonic daraufhin eher scherzhaft als Dr. Eggman betitelt. Ab diesem Zeitpunkt wird er nur noch unter seinem Rufnamen Dr. Eggman genannt (vergleichbar mit Tails, dessen korrekter Name zwar Miles Prower lautet, er jedoch nur mit seinem Rufnamen genannt wird).
Im Jahre 2003 wurde das Spiel unter dem Namen Sonic Adventure DX: Director’s Cut mit vielen grafischen und inhaltlichen Änderungen sowie zwölf freispielbaren Sega-Game-Gear-Sonicspielen für den Nintendo GameCube veröffentlicht, 2004 folgte davon eine PC-Variante. Die 2010 für PlayStation 3 und Xbox 360 sowie 2011 für Steam veröffentlichte Revision überarbeitete Sonic Adventure DX: Director’s Cut abermals, nannte sich aber wieder nur Sonic Adventure, da man manche Inhalte via kostenpflichtigen DLC dazuerwerben sollte.
Die direkten Nachfolger sind Sonic Adventure 2 (2001) und Sonic Heroes (2003).

## Handlung
Dr. Eggman hat tief im Dschungel der Mystic Ruins antike Schriftrollen vorgefunden und zerstört daraufhin den Master Emerald auf der schwebenden Insel Angel Island, als sein Wächter Knuckles the Echidna gerade unachtsam war. Wie die Schriftstücke es besagten, befand sich im Inneren des Master Emerald ein Wesen namens Chaos, welches nun freigelassen wurde, doch Angel Island fällt ohne die Macht des Master Emerald ins Meer zurück. Da Chaos mit jedem Chaos Emerald stärker werden soll, will Dr. Eggman mit seiner neuen Kreatur nun die sieben Chaos Emeralds finden, um anschließend mit Hilfe dessen finaler Form die Welt zu erobern. Schon kurz darauf kommt es in der Stadt Station Square zu einer Konfrontation von Chaos mit der Polizei, die Chaos trotz Schusswaffen hilflos gegenübersteht. Sonic eilt zufällig herbei und kann Chaos zunächst besiegen.
Um die sieben Chaos Emeralds zu finden, erschafft Dr. Eggman seine neuen E-Roboter. Sie sollen einen ungewöhnlichen Frosch aufspüren, der einen Chaos Emerald verschluckt hat. Dabei handelt es sich um den Frosch mit dem Namen Froggy, der daraufhin zu fliehen versucht. Sein bester Freund Big the Cat versucht, Froggy zu finden und nimmt die Suche auf. Ein Roboter namens Zero lokalisiert einen Chaos Emerald in einem Flicky und verfolgt diesen, der besagte Flicky gerät jedoch an Amy Rose, die ihn Birdie nennt und beschützt, womit sie sich mit dem Roboter Zero anlegt. Währenddessen reist Knuckles überall umher und sucht die einzelnen Splitter des zerstörten Master Emerald, um diesen zu rekonstruieren.
Sonic beobachtet zufällig, wie sein bester Freund Tails mit dem Doppeldecker-Flugzeug namens Tornado abstürzt. Dabei wird das Flugzeug zerstört, aber Tails bleibt unverletzt. Tails erzählt, dass er einen Chaos Emerald als Energiequelle nutzen wollte, dies jedoch anscheinend zu viel Energie für den Tornado war. Die beiden wollen zu Tails’ Werkstatt in den Mystic Ruins, treffen dort aber auf Dr. Eggman, der es schafft, Tails seinen Chaos Emerald abzunehmen und Chaos zu übergeben, woraufhin dieser seine nächste Stufe erreicht. Sonic und Tails wollen nun die übrigen Chaos Emeralds vor Dr. Eggman finden und haben in Windy Valley sowie Casinopolis Erfolg, doch Dr. Eggman taucht erneut auf und kann ihnen einen dieser beiden Chaos Emeralds abnehmen, indem er Sonic und Tails mit einem Gas vorübergehend in einen tiefen Schlaf versetzt. Im Hotel wird Dr. Eggman von Knuckles verfolgt, der Chaos in seiner Form mit zwei Chaos Emeralds besiegt, ehe Dr. Eggman Knuckles einredet, dass Sonic es auch auf die Master Emerald-Splitter abgesehen habe. Knuckles beginnt zu zweifeln und möchte Sonic zur Rede stellen.
Sonic und Tails finden einen Chaos Emerald in Ice Cap, ehe sie auf Knuckles treffen und es durch Missverständnisse zum Kampf kommt. Dr. Eggman nutzt die Situation aus, um Sonics beiden letzten Chaos Emeralds zu entwenden und Chaos in seine Form mit vier Chaos Emeralds zu verwandeln. Dieser kann nochmals besiegt werden, doch Dr. Eggman offenbart seine fliegende Festung Egg Carrier und flieht. Sonic und Tails fliegen mit dem neuen Flugzeug Tornado 2 hinterher, werden jedoch vom Abwehrsystem des Egg Carrier abgeschossen und getrennt. Während Sonic auf Amy und Birdie trifft, bis diese von Zero auf den Egg Carrier verschleppt werden, versucht Tails selbstbewusster allein zurechtzufinden und kann mit einem Chaos Emerald den Tornado 2 wieder starten. Er holt Sonic am Red Mountain ab und im zweiten Versuch schaffen es die beiden, auf dem Egg Carrier zu landen.
Der Roboter E-102 Gamma soll der gefangen genommenen Amy den Flicky Birdie abnehmen. Diese redet jedoch so lange auf E-102 Gamma ein, bis er Amy und Birdie befreit und seinen Erschaffer Dr. Eggman als bösartig ansieht. Es kommt kurz darauf zum Kampf zwischen Sonic und E-102 Gamma, bis sich Amy dazwischenwirft und sich die Wege trennen. E-102 Gamma beschließt, die gesamte E-100-Serie auszulöschen, um sie so von ihrer Unterwerfung an Dr. Eggman zu erlösen. So findet und zerstört er E-103 Delta, E-104 Epsilon und E-105 Zeta, doch die Suche nach E-101 Beta hält an. Dr. Eggman schafft es, die Chaos Emeralds aus Froggy und Birdie zu entwenden, sodass Chaos nun über sechs Chaos Emeralds verfügt. Mit Sonics Hilfe kann Big the Cat Froggy aus Chaos’ Körper befreien. Big nutzt daraufhin den Tornado 2 von Tails mit dem letzten Chaos Emerald als Antrieb, um vom Egg Carrier zurück zu den Mystic Ruins zu gelangen. Sonic besiegt Chaos auch in seiner Form mit sechs Chaos Emeralds und folgt daraufhin Dr. Eggman in seine Basis in den Mystic Ruins. Knuckles trifft kurz darauf auch ein und muss Chaos erneut besiegen, findet aber die letzten Splitter des Master Emerald, womit er den Master Emerald wieder restaurieren kann. Auch die sechs Chaos Emeralds nimmt Knuckles mit auf Angel Island. Amy will Birdie helfen, seine Eltern zu finden und besiegt dabei den Roboter Zero, der sie fortlaufend verfolgte. E-102 Gamma findet seinen letzten Bruder als E-101 mkII modifiziert vor und im finalen Kampf werden beide Roboter zerstört, womit E-102 Gamma sein Ziel, alle derzeitigen E-100-Roboter auszulöschen, erreicht. Die beiden zerstörten Roboter lassen die Flickies in ihrem Inneren frei, die sich als die Eltern von Birdie herausstellen, woraufhin Birdie Abschied von Amy nimmt.
Ein mysteriöses Licht, welches alle sechs Charaktere vermehrt leitete, zeigte ihnen immer wieder Szenen der Vergangenheit, in dem Knuckles’ früheres Volk der Echidna den Master Emerald bewachte. Sonic folgt dem Licht in antike Ruinen, um eine furchtbare Prophezeiung zu erfahren, laut der Perfect Chaos mit allen sieben Chaos Emeralds die Welt zerstören wird. Anschließend dringt Sonic in Dr. Eggmans Basis ein, um ihn erneut zu besiegen. Dr. Eggman flüchtet nach Station Square und will dort eine Bombe zünden, die jedoch von Tails rechtzeitig entschärft wird. In den Mystic Ruins trifft Dr. Eggman auf Chaos, der den Chaos Emerald im Tornado 2, der mit Big the Cat hier landete, entwenden konnte, doch Chaos greift Dr. Eggman an. Knuckles findet Dr. Eggman verletzt auf Angel Island vor, wo sich Chaos unbemerkt anschleicht und auch die anderen sechs Chaos Emeralds an sich nimmt. Mit allen sieben Chaos Emeralds erreicht Chaos seine finale Form Perfect Chaos, um kurz darauf die Großstadt Station Square komplett zu überfluten und zu zerstören.
Sonic versteht durch die Zeitreisen mit dem mysteriösen Licht inzwischen, was einst geschah. Das Echidna-Mädchen namens Tikal wachte mit den Chao-Kreaturen und Chaos friedlich über den Master Emerald, doch der Anführer der Echidnas, Tikals Vater Pachacamac, wollte für Kriege die Macht des Master Emerald missbrauchen. Er ging dabei so weit, dass er seine Soldaten Tikal und die Chao überrennen ließ, was Chaos verärgerte und dieser die Soldaten und Pachacamac angriff. Daraufhin wurde Chaos in den Master Emerald eingeschlossen und Tikal in ein Licht verwandelt, welches niemand mehr erkennen sollte. Als Sonic erkennt, dass es sich bei dem Licht um Tikal handelt, verwandelt sich das Licht in Tikal zurück, doch stehen sie dem wütenden Perfect Chaos gegenüber. Tikal fordert, ihn wieder einzusperren, doch Sonic möchte nicht, dass Chaos wieder voller Zorn und Hass lange Zeit eingeschlossen wird. Mit der Macht der sieben Chaos Emeralds, die seine Freunde zusammentragen können, verwandelt sich Sonic in Super Sonic und stellt sich dem gigantischen Perfect Chaos. Super Sonic schafft es damit, ihn zurückzuverwandeln und zu beruhigen. Nachdem Chaos wieder friedlich ist, kehrt er mit Tikal und den Chao zurück in seine Zeit. Sonic und seine Freunde schließen in der komplett zerstörten Stadt mit der Geschichte ab.

## Gameplay
In Sonic Adventure übernimmt der Spieler zu Beginn die Kontrolle über den blauen Igel Sonic in einem dreidimensionalen Jump-’n’-Run-Abenteuer. Mit Spielfortschritt werden fünf weitere Charaktere freigespielt, die alle über eigenen Fähigkeit und Gameplay-Schwerpunkte verfügen. Werden alle sechs Storystränge durchgespielt, schaltet sich die finale Geschichte frei. Ab der GameCube-Version gibt es zudem noch einen weiteren, freischaltbaren Charakter. Alle Charakter eint, dass sie sich in dreidimensionalen Welten bewegen. Die drei Oberwelten Station Square, Mystic Ruins und Egg Carrier verbinden die einzelnen Action Stages miteinander. Bei Berührung können die goldenen Ringe eingesammelt werden; nimmt die Spielfigur Schaden, verliert sie die Ringe. Nimmt die Spielfigur Schaden, ohne Ringe oder einen Schutzschild zu besitzen, fällt in einen tödlichen Abgrund oder ertrinkt, verliert sie ein Extraleben, von denen man zu Spielbeginn drei besitzt. In den Itemboxen kann sich ein Extraleben, fünf Ringe, zehn Ringe, eine zufällige Anzahl an Ringen, ein Schutzschild, ein magnetischer Schutzschild, vorübergehende erhöhte Geschwindigkeit, vorübergehende Unverwundbarkeit oder eine Explosion, die alle derzeitigen Gegner auf dem Bildschirm besiegt, enthalten sein. Checkpoints in Form von Laternen markieren bei einem Lebensverlust den Rücksetzpunkt. Auf den Oberwelten verstecken sich an bestimmten Stellen sogenannte Embleme, die auch nach dem ersten Absolvieren einer Action Stage erhalten werden. Die Action Stages beinhalten zudem im Trial-Modus optionale Nebenquests, mit denen man sich weitere Embleme verdienen kann, um weitere Modi oder Inhalte freizuschalten. Für das Finden aller Embleme erhält man Zugriff auf den Charakter Metal Sonic.

### Sonic the Hedgehog
Sonics Gameplay besteht aus Erreichen des Ziels der jeweiligen Level, welche Tails’ Absturzstelle, der Fundort eines Chaos Emerald oder eine Kapsel mit Tieren sein kann. Dabei sind die meisten Level auf Geschwindigkeit ausgelegt und verfügen oft über Gimmicks wie eine actionreiche Snowboard-Passage. Sonic verfügt beim Springen über die Spin Attack, mit der viele Gegner bei Berührung besiegt werden können. Mit der Sprungtaste in der Luft kann die Homing Attack ausgeführt werden, mit der Sonic direkt auf Gegner in unmittelbarer Nähe zusteuert, während der Spin Dash ebenso auf Knopfdruck möglich ist. Früh im Spiel erhält Sonic die Light Speed Shoes, mit denen er mit einem aufgeladenen Spin Dash einer Reihe von Ringen mit dem Light Speed Dash automatisch folgt. Ähnlich funktioniert die Light Speed Attack durch das Item Ancient Light an vorgesehenen Stellen. Wird der Crystal Ring gefunden, muss für die beiden Aktionen der Spin Dash weniger lange aufgeladen werden. Sonics Story beinhaltet zehn Action Stages in der Reihenfolge Emerald Coast, Windy Valley, Casinopolis, Ice Cap, Twinkle Park, Speed Highway, Red Mountain, Sky Deck, Lost World und Final Egg, dazu die beiden sogenannten Sub Game-Level Sky Chase Act 1 und 2, sowie Bosskämpfe gegen Chaos 0, Egg Hornet, Knuckles, Chaos 4, E-102 Gamma, Chaos 6 und Egg Viper.

### Miles Tails Prower
Tails’ Gameplay besteht aus Wettrennen, meist gegen Sonic, aber auch gegen Dr. Eggman beim Erreichen des Ziels der jeweiligen Level. Tails verfügt beim Springen über die Spin Attack, mit der viele Gegner bei Berührung besiegt werden können. Mit der Sprungtaste in der Luft kann Tails für begrenzte Zeit in der Luft fliegen. Auf Knopfdruck kann Tails zudem mit der Tail Rotation Attack auf dem Boden angreifen. Wird der Rhythm Badge gefunden, kann die Continuous Tail Rotation permanent ausgeführt werden und mit dem Jet Anklet kann Tails schneller fliegen. Tails’ Story beinhaltet fünf Action Stages in der Reihenfolge Windy Valley, Casinopolis, Ice Cap, Sky Deck und Speed Highway, dazu die sogenannten Sub Game-Level Sand Hill, Sky Chase Act 1 und 2, sowie Bosskämpfe gegen Egg Hornet, Knuckles, Chaos 4, E-102 Gamma und Egg Walker.

### Knuckles the Echidna
Knuckles’ Gameplay besteht aus dem Sammeln der Master Emerald-Splitter. Dabei sind in den jeweiligen Leveln immer drei Splitter versteckt und ein Radar zeigt an, wie nahe man einem Splitter ist (anders als in Sonic Adventure 2 können die Splitter in beliebiger Reihenfolge gefunden werden, womit das Radar auch mehrere Splitter gleichzeitig anzeigen kann), zudem kann Tikal als mysteriöses Licht die Richtung zum nächsten Splitter vorgeben. Wurden alle drei Splitter, die sich bei jedem Spieldurchlauf an anderen, zufallsgenerierten Orten befinden, gefunden, ist der Level erfolgreich beendet. Knuckles verfügt beim Springen über die Spin Attack, mit der viele Gegner bei Berührung besiegt werden können. Mit der Sprungtaste in der Luft kann Knuckles vorwärts schweben und an Wänden klettern. Zudem er ist fähig, auf Knopfdruck mit der Punch Attack zuzuschlagen und anzugreifen. Wird die Shovel Claw gefunden, kann er zusätzlich im Boden oder an Wänden in Erde oder Sand graben. Ab diesem Zeitpunkt können die gesuchten Splitter auch vergraben sein, des Weiteren findet man so auch vergrabene Itemboxen. Werden die Fighting Gloves gefunden, kann Knuckles seine Angriffe aufladen und eine Maximum Heat Knuckles Attack ausführen, die mehrere Gegner auf einmal besiegt. Knuckles’ Story beinhaltet fünf Action Stages in der Reihenfolge Speed Highway, Casinopolis, Red Mountain, Lost World und Sky Deck, sowie Bosskämpfe gegen Chaos 2, Sonic, Chaos 4 und Chaos 6.

### Amy Rose
Amys Gameplay besteht aus der Flucht vor dem Roboter Zero und dem Erreichen des Ziels in den jeweiligen Leveln in Form eines Luftballons. Amy kann springen, verfügt dabei aber nicht über die Spin Attack. Sie verfügt jedoch über ihren Piko Piko Hammer, mit dem sie stehend die Hammer Attack verwendet, in der Luft mit der Jump Attack zuschlägt und im Rennen mittels Hammer Jump höhergelegene Orte erreichen kann. Wird die Warrior Feather gefunden, kann sie zusätzlich mit der Spin Hammer Attack angreifen, während mit dem Long Hammer-Item die Aktionen über einen höheren Radius verfügen. Amys Story beinhaltet drei Action Stages in der Reihenfolge Twinkle Park, Hot Shelter und Final Egg, sowie einen Bosskampf gegen den Roboter Zero.

### Big the Cat
Bigs Gameplay besteht im Wesentlichen aus Angeln in den jeweiligen Leveln. Big kann springen, verfügt dabei aber nicht über die Spin Attack. Dafür kann er schwere Gegenstände wie Autos oder Felsen anheben und tragen. Auf Knopfdruck wirft Big seine Angel aus und wenn der Köder im Wasser landet, kann dieser dezent im Wasser bewegt werden. Beißt Froggy oder ein Fisch an, gilt es, diesen via Tastendruck an Land zu ziehen, wobei eine Leiste anzeigt, wann das Ziel entkommt oder die Leine reißt. Bigs Ziel ist es, seinen Freund Froggy zu angeln, doch er kann auch alle andere Fische angeln, deren unterschiedliches Gewicht beim Fang angegeben wird. Wird der Life Belt gefunden, kann sich Big besser unter Wasser fortbewegen. Die Power Rod gibt ihm eine längere Angelleine, zudem gibt es vier Lure Upgrades zu finden, die es Big ermöglichen, größere Fische zu fangen. Bigs Story beinhaltet vier Action Stages in der Reihenfolge Twinkle Park, Ice Cap, Emerald Coast und Hot Shelter, sowie einen Bosskampf gegen Chaos 6 (Big muss dabei lediglich Froggy aus dem wässrigen Körper Chaos’ angeln).

### E-102 Gamma
E-102 Gammas Gameplay besteht aus Erreichen des Ziels der jeweiligen Level innerhalb des niedrigen Zeitlimits. Dabei muss E-102 Gamma stetig Gegner abschießen, um die verbleibende Zeit wieder zu erhöhen. E-102 Gamma kann springen, verfügt dabei aber nicht über die Spin Attack. Auf Knopfdruck visiert er Gegner an, wird der Knopf losgelassen, werden die anvisierten Gegner abgeschossen und besiegt. Je mehr Gegner mit einer anvisierten Ladung besiegt werden, desto höher ist der erreichte Zeitbonus. Wird der Jet Booster gefunden, kann E-102 Gamma in der Luft gleiten, während es ihm der Laser Blaster erlaubt, noch mehr Gegner gleichzeitig anzuvisieren. E-102 Gammas Story beinhaltet fünf Action Stages in der Reihenfolge Final Egg, Emerald Coast, Windy Valley, Red Mountain und Hot Shelter, sowie Bosskämpfe gegen E-101 Beta, Sonic, E-103 Delta, E-104 Epsilon, E-105 Zeta und E-101 mkII.

### Super Sonic
Super Sonics Story wird freigeschaltet, sobald alle sechs vorherigen Storystränge durchgespielt wurden. Dabei steuert man zunächst Sonic mit seinen bekannten Eigenschaften, bis es zum Endbosskampf gegen Perfect Chaos kommt, der als Super Sonic bekämpft wird. Dabei kann Super Sonic über der Wasseroberfläche der überfluteten Stadt Station Square schweben, wenn er sich schnell genug fortbewegt. Rast Super Sonic schnell genug auf Perfect Chaos zu, kann er ihm Schaden zufügen. Super Sonics Story beinhaltet keine Action Stages, sondern nur zwei Bosskämpfe gegen Perfect Chaos.

### Metal Sonic
Metal Sonic konnte nicht auf der Dreamcast-Version, sondern erst seit der Nintendo-GameCube-Version freigeschaltet werden, indem man alle Embleme des Spiels eingesammelt hat oder ihn als DLC-Inhalt erwarb. Metal Sonic verfügt über keine Story und kann nur über den Trial-Modus die Action Stages von Sonic spielen. Im Wesentlichen ist dabei mit Sonics Gameplay identisch, stellt aber sozusagen ein alternatives Kostüm mit neuen Sounds dar.

## Synchronisation
Sonic Adventure war das erste Spiel mit einer vollumfänglichen Synchronisation in englischer und japanischer Sprache. Dabei übernahm auch Chefentwickler Yūji Naka eine kleine Sprechrolle. Die englische, weibliche Bahnhof-Ansagestimme sprach im Nachfolger Sonic Adventure 2 die Rolle des Charakters Rouge the Bat.
| Synchronsprecher in Sonic Adventure | Synchronsprecher in Sonic Adventure | Synchronsprecher in Sonic Adventure |
| Figur im Spiel                      | Englischer Synchronsprecher         | Japanischer Synchronsprecher        |
| ----------------------------------- | ----------------------------------- | ----------------------------------- |
| Sonic the Hedgehog                  | Ryan Drummond                       | Jun'ichi Kanemaru                   |
| Miles Tails Prower                  | Corey Bringas                       | Kazuki Hayashi                      |
| Knuckles the Echidna                | Michael Mcgaharn                    | Nobutoshi Canna                     |
| Amy Rose                            | Jennifer Douillard                  | Taeko Kawata                        |
| Big the Cat                         | Jon St. John                        | Shun Yashiro                        |
| E-102 Gamma                         | Steve Broadie                       | Jōji Nakata                         |
| Dr. Eggman                          | Deem Bristow                        | Chikao Ōtsuka                       |
| Tikal                               | Elara Distler                       | Kaori Aso                           |
| Pachacamac                          | Steve Broadie                       | Toru Okawa                          |
| Männlicher Ansager                  | Steve Broadie                       | Yūji Naka                           |
| Weibliche Ansagerin                 | Lani Minella                        | Kaho Kouda                          |
| Chao                                | Tomoko Sasaki                       | Tomoko Sasaki                       |

## Entwicklung
Ursprünglich war bereits auf dem Sega Saturn ein großes Sonic-Abenteuer in 3D geplant, welches mit zunehmender Planung und dem Misserfolg der Konsole auf das nächste Sega-System Dreamcast verschoben wurde. Die bereits erstellte Spielwelt und Physik wurde dann im Sega-Saturn-Spiel Sonic Jam wiederverwendet. Der neue Titel trug zunächst den Entwicklungstitel Sonic RPG, änderte sich dann aber zu Sonic Adventure. Das Entwicklerteam unternahm Ausflüge nach Yucatán Peninsula of Mexico, Chichen Itza, Tulum, San Gervasio, Tikal, Uaxactun, Peru, Cusco, Machu Picchu und Pachacamac, um Ideen zu sammeln, die sich im Endprodukt vor allem in der Mystic-Ruins-Oberwelt und in Sand Hill widerspiegeln. Teils wurden die auf den Ausflügen geschossenen Fotos eingescannt und als Texturen für das Spiel verwendet.
Yuji Uekawa bekam die Aufgabe, die Designs der Charaktere zu erneuern und frischer zu gestalten. So entstand der neue, größere und erwachsener wirkende Sonic, an dessen Design sich die anderen Charaktere orientierten. Am stärksten war Amy Rose vom Redesign betroffen. Zudem kamen viele neue Charaktere hinzu und das Team um Yuji Naka bemühte sich um eine so tiefgreifende und komplexe Story wie nie zuvor. Für den Soundtrack des Spiels komponierte unter anderem Jun Senoue, der seit Sonic the Hedgehog 3 in mehreren Sonic-Spielen Soundtracks erstellte, mit seiner Band Crush 40 komplette Songs, wie auch das Titellied „Open Your Heart“.
Am 22. August 1998 wurde Sonic Adventure auf dem Tokyo International Forum erstmals offiziell vorgestellt, nachdem sich die Gerüchte um ein 3D-Sonic verdichteten und sogar von einem unbekannten Entwickler Screenshots des Spiels vorab geleakt wurden. Das Spiel sollte noch 1998 für die Dreamcast erscheinen, was zum 23. Dezember 1998 in Japan auf Drängen von Segas Geschäftsabteilung geschah. Nach der Veröffentlichung arbeitete das Team weiter am Spiel und behob noch viele Spielfehler, Glitches und Kameraprobleme, die von den Spielern und der Fachpresse kritisiert wurden, zudem wurden neue Levelabschnitte, Minispiele und der Chao-Garten hinzugefügt. Erst im September 1999 erschien somit ein deutlich verbessertes Sonic Adventure in den USA und im Oktober 1999 in Europa. Diese Version unterschied sich so stark vom japanischen Original, sodass das Spiel in Japan im Oktober 1999 nochmals unter dem Namen Sonic Adventure International veröffentlicht wurde.
Ab diesem Spiel einigte man sich international auf den Namen Dr. Eggman, wobei der Charakter außerhalb Japans bis dahin als Dr. Robotnik bezeichnet wurde. Ein Dialog relativ zu Beginn des Spiels erklärt, dass sein richtiger Name zwar Dr. Ivo Robotnik lautet, jedoch wird dieser von Sonic daraufhin eher scherzhaft als Dr. Eggman betitelt. Ab diesem Zeitpunkt wird er nur noch unter seinem Rufnamen Dr. Eggman genannt (vergleichbar mit Tails, dessen korrekter Name zwar Miles Prower lautet, er jedoch nur mit seinem Rufnamen Tails genannt wird).

## Chao Garden
Seit der 1999-Version besitzt das Spiel einen Zusatzmodus, in dem man Tamagotchi-ähnliche Wesen pflegen und weiterentwickeln kann. Diese Wesen, sogenannte Chao (Singular und Plural gleich) halten sich in den verschiedenen Chao-Gärten auf und verfügen über Eigenschaften (Flug, Schwimmen, Rennen, Kraft und Ausdauer), die sich durch im Hauptspiel aufgesammelten Tiere sowie Früchten verbessern lassen. Chao können in Chao-Rennen antreten. Der Einfluss des Spielers beschränkt sich hierbei jedoch nur darauf, seine Figur anzufeuern, der Rest hängt von ihren Statuswerten ab. Auf der Dreamcast konnte man auch einen Chao auf die VMU laden und unterwegs begleiten, ihm helfen und Früchte gewinnen. Verband man zwei VMUs mittels Chao Adventure, konnte man die Chao auch gegeneinander antreten lassen oder sie paaren. Über den eingebauten Browser gab es Zusatzfunktionen. Man konnte dem „Chao Doctor“ eine E-Mail mit Fragen zum Aufziehen eines Chao stellen, Chao hoch- und herunterladen („Chao Daycare“), einen „Fun Room“ sowie eine Möglichkeit, die Highscores aus dem Chao Race hochzuladen („Race Rankings“).
Auf dem Nintendo GameCube konnte man mit einem speziellen Verbindungskabel namens „DOL-011“ seinen Nintendo GameCube mit einem Game Boy Advance verbinden und so seine Chao-Figuren zwischen dem Chao Garden und dem auf Sonic Advance, Sonic Advance 2 und Sonic Pinball Party enthaltenen Tiny Chao Garden beliebig transferieren.

## Neuveröffentlichungen und Nachfolger

### Neuveröffentlichungen
Sonic Adventure DX: Director’s Cut (jap.: ソニックアドベンチャー デラシクス, Hepburn: Sonikku Adobenchā Derakusu) ist eine Neuauflage von Sonic Adventure mit einigen Neuerungen und Bonusinhalten. Das Spiel erschien im Jahr 2003 für den Nintendo GameCube und 2004 für den PC. Nachdem die Verkaufszahlen des Ports des Dreamcast-Spiels Sonic Adventure 2 für den Nintendo GameCube namens Sonic Adventure 2 Battle die Erwartungen von Sega übertraf, entschloss man sich dazu, auch das erste Sonic Adventure auf den Nintendo GameCube zu portieren. Dabei wurden die Charaktermodelle generalüberholt, Texturen verändert, die Framerate auf 60 fps erhöht, Soundeffekte teils verbessert, Level im Detail überarbeitet, Zwischensequenzen überspringbar gemacht, eine justierbare Kamera eingebaut und den Oberwelten Karten zur Übersicht hinzugefügt. Hinzu kam Metal Sonic als spielbarer Charakter, ein Missionsmodus, Neuerungen im Chao Garden und zudem konnte man mit dem Sammeln der Embleme bis zu zwölf Sega-Game-Gear-Sonicspiele freischalten.
Die Nintendo GameCube- und Retail-PC-Version (von 2004, nicht die Steam-Version von 2011) verfügen über diese Sega Game Gear-Sonicspiele, die man in folgender Reihenfolge freischaltet:
| Reihenfolge der auf der GameCube- und Retail-PC-Version enthaltenen Sega Game Gear-Sonicspiele: | Reihenfolge der auf der GameCube- und Retail-PC-Version enthaltenen Sega Game Gear-Sonicspiele: | Reihenfolge der auf der GameCube- und Retail-PC-Version enthaltenen Sega Game Gear-Sonicspiele: | Reihenfolge der auf der GameCube- und Retail-PC-Version enthaltenen Sega Game Gear-Sonicspiele: |
| Name des Spiels                                                                                 | Genre                                                                                           | Release                                                                                         | Entwickler                                                                                      |
| ----------------------------------------------------------------------------------------------- | ----------------------------------------------------------------------------------------------- | ----------------------------------------------------------------------------------------------- | ----------------------------------------------------------------------------------------------- |
| Sonic the Hedgehog (8-Bit)                                                                      | Jump ’n’ Run                                                                                    | 1991                                                                                            | Ancient                                                                                         |
| Sonic Drift                                                                                     | Rennspiel                                                                                       | 1994                                                                                            | Sega                                                                                            |
| Sonic the Hedgehog Chaos                                                                        | Jump ’n’ Run                                                                                    | 1993                                                                                            | Aspect Co. Ltd                                                                                  |
| Sonic the Hedgehog Spinball                                                                     | Action                                                                                          | 1993                                                                                            | Sega Interactive Development Division                                                           |
| Sonic Labyrinth                                                                                 | Action                                                                                          | 1995                                                                                            | Minato Giken                                                                                    |
| Sonic the Hedgehog 2 (8-Bit)                                                                    | Jump ’n’ Run                                                                                    | 1992                                                                                            | Aspect Co. Ltd                                                                                  |
| Dr. Robotnik’s Mean Bean Machine                                                                | Puzzle                                                                                          | 1993                                                                                            | Compile                                                                                         |
| Sonic the Hedgehog Triple Trouble                                                               | Jump ’n’ Run                                                                                    | 1994                                                                                            | Aspect Co. Ltd                                                                                  |
| Sonic Drift Racing                                                                              | Rennspiel                                                                                       | 1995                                                                                            | Sega Interactive Development Division                                                           |
| Tails’ Skypatrol                                                                                | Shoot ’em up                                                                                    | 1995                                                                                            | SIMS Co., Ltd., JSH / Biox                                                                      |
| Sonic Blast                                                                                     | Jump ’n’ Run                                                                                    | 1996                                                                                            | Aspect Co. Ltd                                                                                  |
| Tails Adventure                                                                                 | Jump ’n’ Run                                                                                    | 1995                                                                                            | Aspect Co. Ltd                                                                                  |

Die PC-Version von Sonic Adventure DX: Director’s Cut war mitsamt den Sega Game Gear-Spielen auf der Sonic PC Collection (2009) enthalten. Im Jahre 2010 folgten neue Umsetzungen für die Online-Stores von PlayStation 3 und Xbox 360 sowie 2011 für Steam, die Sonic Adventure DX: Director’s Cut in HD umsetzten, aber das Spiel wieder nur Sonic Adventure nannten, obwohl es auf die DX-Version basierte, weswegen die Namensnennung der einzelnen Versionen seitdem irreführend sein kann. Während die Sega Game Gear-Sammlung komplett entfernt wurde, wurden die Missionen und Metal Sonic als spielbarer Charakter diesmal als kostenpflichtiger DLC angeboten. Im Februar 2011 erschien für Xbox 360 und Steam die Dreamcast Collection, welche die aktuellste Sonic-Adventure-Version als eines von vier Spielen enthält.
Im Jahre 2019 gab Takashi Iizuka, damaliger Hauptverantwortlicher für Sonic Adventure und aktuell Präsident des Sonic Team bekannt, dass er Sonic Adventure einem kompletten Remake unterziehen möchte. Infolgedessen erschienen neue, erneut von Jun Senoue komponierte, offizielle Versionen von vereinzelten Sonic-Adventure-Soundtracks.

### Nachfolger
Der direkte Nachfolger des Spiels ist Sonic Adventure 2, welches 2001 zum zehnjährigen Sonic-Jubiläum für die Dreamcast, aber auch als letzte Sonic-Veröffentlichung auf einer Sega-Konsole erschien. Noch im selben Jahr wurde eine überarbeitete Fassung namens Sonic Adventure 2 Battle für den Nintendo GameCube herausgebracht. Weitere Hauptspiele der Serie in 3D waren in der Folge Sonic Heroes (2003), Shadow the Hedgehog (2005), Sonic the Hedgehog (2006), Sonic Unleashed (2008), Sonic Colours (2010), Sonic Generations (2011), Sonic Lost World (2013), Sonic Boom: Lyrics Aufstieg (2014), Sonic Forces (2017) und Sonic Frontiers (2022).

## Rezeption
Sonic Adventure wurde allgemein positiv bewertet und beeindruckte vor allem bei der Erstveröffentlichung mit Grafik, Sound und Umsetzung. Die aufwendigen und zahlreichen Zwischensequenzen mit professionellen Synchronsprechern wurde gelobt, jedoch einzelne Stimmen und die Lippensynchronität kritisiert. Das Gameplay wurde positiv aufgenommen, wenngleich Spielfehler und Kameraprobleme deutlich spürbar sind. Die neueren Veröffentlichungen wurden im Schnitt deutlich negativer bewertet, es wurde kritisiert, dass das Spiel schlecht gealtert sei. So wertete die N-Zone 2003 die GameCube-Version mit 59 %.

„Wahnsinn! Unbeschreiblich! Grafisch teils perfekt inszeniert. Mir fehlen die Worte. Als SA Ende letzten Jahres auf den Markt kam, hab ich’ angespielt, jedoch absichtlich nicht allzu weit. Umso beeindruckter war ich jetzt, was SEGAs Flagschiff alles zu leisten vermag – wohlgemerkt, dieser Titel kam 1998 auf den Markt! Ein Meisterwerk!“

„Sonic Adventure macht Euch mit anfangs leichten Sprintsequenzen mit dem Umfeld vertraut und fordert später mit komplizierten Labyrinthen, knackigem Sprungtiming und hektischen Kopf-an-Kopf-Rennen. Bei den taktischen Obermotzduellen ist ein zufälliger Sieg unmöglich: Nur wer den Attacken von Eggmans Kampfspinne oder dem Mechwurm geschickt ausweicht und Schwächen in der Deckung für eigene Attacken nutzt, hat eine Chance. Chao-Zucht und Alternativ-Storys lassen dabei keinen Frust aufkommen: Hängt Ihr mit Sonic fest, wechselt Ihr einfach zu einem Kollegen. Grafisch erwartet Euch ein FX-Feuerwerk der Superlative: Beim Mutegrab auf der Snowboardpiste und im Luftgefecht mit Eggmans Raumgleiter stockt Euch der Atem. Quietschende Metal-Riffs und satte Hip-Hop-Beats heben Sonic Adventure in den Hüpf-Olymp.“

„Mann oh Mann, mir fiel es bei Sonic von Anfang an schon schwer, mich an die dreidimensionale Grafik zu gewöhnen. Die Enttäuschung ist natürlich umso größer, wenn die Umsetzung dermaßen verpfuscht wird. Von Sega war man früher definitiv Besseres gewohnt! Ich bin wirklich enttäuscht! Zudem sind die wirklich derben Ruckeleinlagen absolut inakzeptabel.“

Auch aus kommerzieller Sicht war das Spiel ein Erfolg. Sonic Adventure verkaufte sich allein auf der Dreamcast 2,5 Millionen Mal und belegt damit Platz 1 der meistverkauften Spiele der Konsole. Auf dem Nintendo GameCube verkaufte sich Sonic Adventure DX: Director’s Cut 1,27 Millionen Mal und belegt damit Platz 26 dieser Konsole. Für Xbox Live Arcade wurde das Spiel bislang 203.000-mal heruntergeladen, auf Steam sind es bis jetzt 613.000 verkaufte Einheiten.